# VIS Lollobrigida
Die Band VIS Lollobrigida, auch Lollobrigida, ist eine ursprünglich kroatische, aus Zagreb stammende, Girlgroup, deren Musikrichtung Electro-Pop/Synthpop ist. 2008 traten die Slowenen Kleemar, David und Jernej in die Band ein.

## Diskografie
Alben
- 2005: Cartoon Explosion (Dop Records, Menart)
- 2008: Lollobrigida Inc. (Dop Records, Menart)
- 2012: Pilula (MenArt)

Singles und EPs
- 2010: Bivša Cura (Exit Music)
- 2011: Sex on TV, Sex on Radio (Eigenveröffentlichung)